# Gouryella
Gouryella is de naam van een samenwerkingsverband tussen Tijs Verwest (Tiësto) en Ferry Corsten.
De naam Gouryella is afkomstig van het woord voor Hemel in een van de Australische talen. Eind 2000 besloot Tiësto zich meer te gaan concentreren op zijn solocarrière.  Corsten maakte in 2002 samen met John Ewbank het nummer Ligaya af. Ze brachten twintig verschillende cd's uit van de vier verschillende nummers bij negen platenlabels. Tiësto en Corsten werkten ook samen onder de naam Vimana, met de tracks We Came en Dreamtime.
Na jaren van inactiviteit werd in juni 2015 Anahera uitgebracht bij Flashover Recordings. Tiësto werkte echter niet mee aan deze plaat.

## Nummers
Alle door Gouryella uitgebrachte nummers hebben in de naamgeving iets met het thema paradijs;
- Gouryella (in een van de Australische talen het woord voor 'hemel')
- Gorella[1]
- Walhalla (Oudnoords voor 'hemel')
- In Walhalla[1]
- Tenshi (Japans voor 'engel')
- Ligaya (Tagalog voor 'geluk')
- Anahera (Maori voor 'engel')
- Neba (Slowaaks voor 'hemel')
- Venera (Vee's Theme) (Venus)
- Surga (Maleis voor 'paradijs')

De eerste single, Gouryella (Dancesmash op Radio 538), werd goed ontvangen door de muziekwereld en bevatte remixes van dj Gigilo en Armin van Buuren. Ook het nummer Walhalla werd door Van Buuren gemixt. Fans reageerden wisselend op het vervolgnummer Tenshi. De euforische synthesizermelodieën waren vervangen door elektronische geluiden. Toch werd het nummer een hit, mede dankzij een remix van Transa. Nieuw aan het nummer Ligaya was dat het een zanglijn met een zangeres bevatte. Dit nummer werd gemixt door Paul van Dyk, Green Court en Airbase.